# Patria (motocicleta)
Patria fue una marca española de automóviles y motocicletas, fabricadas por la empresa de Antonio Serra en Badalona (Barcelona) entre 1920 y 1936.

## Historia
Antoni Serra i Siam, nacido en Pueblo Nuevo (Barcelona) en 1893, era hijo de industriales textiles y amante de los motores de explosión. Empezó fabricando motocicletas, algunas de ellas espectaculares para la época, destacando entre ellas una motocicleta equipada con un motor de 4 tiempos y 4 cilindros en línea de 1,3 litros y válvulas en culata, que desarrollaba 10 hp fiscales.

### Automóviles
En 1920,  y según algunas fuentes aprovechando el motor de motocicleta de 1,3 litros y 4 cilindros en línea, Antoni Serra decidió empezar a fabricar automóviles, y sacó al mercado un modelo deportivo denominado “Tipo Gran Sport 1500”, cuyo motor tenía las válvulas en culata (algunas fuentes dicen que eran válvulas en cabeza), engrase a presión y pistones de aluminio. La caja de cambios tenía 4 velocidades y marcha atrás. Los frenos a las 4 ruedas eran Perrot (de origen francés), disponía de llantas de radios tipo Rudge-Whitworth o Michelin de 4 tornillos de fijación y neumáticos de 765 × 105. El coche era ofrecido con carburadores de las marcas Zenith, Solex o Récord, a elección del comprador. La velocidad máxima anunciada era de 115 km/h.
Existía también la intención de ofrecer una versión del modelo “Gran Sport”  con un motor de 2 litros que fuera capaz de alcanzar los 140 km/h y también está documentado que se esperaba sacar al mercado un coche utilitario con motor de 6 hp, más popular, que se iba a ofrecer con diversos tipos de carrocería.
Al final, la realidad fue que tan sólo se llegaron a fabricar en 1920 unas pocas unidades del modelo “Gran Sport 1500”. Posiblemente el proyecto no falló por falta de ideas o por la falta de calidad de los diseños, sino por la falta de recursos propia de una empresa pequeña.

### Motocicletas
A pesar de haber dejado el proyecto automovilístico de lado, Antoni Serra fundó en 1922 la “Fábrica Nacional de Motocicletas, Sidecares y Bicicletas PATRIA”.
En su fábrica de Badalona y durante 14 años creó diversos modelos de motocicleta que alcanzaron fama y notoriedad. Uno de sus modelos estaba equipado con un motor Villiers monocilíndrico de cuatro tiempos y 350 cc que desarrollaba 10 hp de potencia, y que alcanzaba velocidades de entre 120 y 125 km/h., siendo la primera motocicleta con ese tipo de motor que se comercializaba en España.

### Fin de la producción
En 1936 al estallar la Guerra Civil Española, tuvo que paralizar la fabricación y salir de España, para no correr la misma suerte que su hermano Lluís, que fue asesinado.
Todo el tiempo que duró la guerra hubo un cuartel militar de las Brigadas Internacionales dentro de las instalaciones de la fábrica. El 19 de abril de 1939 Antoni Serra vuelve por fin a Badalona, pero el 5 de junio fallece repentinamente, a los 45 años. Con él desaparecía uno de los hombres que más impulso dio al motociclismo español; también desapareció la fábrica y toda posibilidad de que se extendieran los automóviles y motocicletas de la marca PATRIA.